# Stylophone
| Stylophone                                                                      |
| ------------------------------------------------------------------------------- |
| Stylophone                                                                      |
| Klassifikation                                                                  |
| Elektrophon Tasteninstrument                                                    |
| Tonumfang                                                                       |
| Je nach Modell unterschiedlich                                                  |
| Musiker                                                                         |
| Rolf Harris, Kraftwerk, David Bowie, Jordan Rudess, The Boss Hoss, Little Boots |

Das Stylophone (oder Stylophon) ist ein Miniatur-Keyboard, das 1967 von Brian Jarvis erfunden und von dessen Firma Dubreq hergestellt wurde. In den 1970er Jahren wurde es mit Hilfe des australischen Musikers und Entertainers Rolf Harris mit großem Erfolg vermarktet. Es wurde als Heimorgel angepriesen, die jeder ohne Mühe und Übung zu spielen in der Lage sei. Eingang in Musikerkreise fand das Stylophone kaum. Über die Jahrzehnte hinweg haben dennoch einige wenige Künstler das Stylophone in ihren Produktionen eingesetzt. Nennenswert sind u. a. David Bowies Space Oddity, Welle: Erdball Super 8, Kraftwerks Computerwelt, sowie einzelne Titel von Orbital, Pulp und noch heute von Minki Warhol in der Band Katze, gelegentlich bei The Boss Hoss (Free Love on a Free Love Free Way). Auch die Country-Band Texas Lightning und das Comedy Song Duo Sticky Biscuits benutzen ein Stylophone. Selbst in der deutschen Schlagermusik fand das Stylophone seinen Einsatz. Im Titel Arizona Man der Sängerin Mary Roos aus dem Jahr 1970 ist das Instrument (gespielt vom Komponisten des Titels Michael Holm und aufgenommen über einen Gitarrenverstärker) zu hören. Insgesamt wurden etwa 3 Millionen Stylophones verkauft. In Deutschland machte Entertainer Bill Ramsey Werbung für das Instrument.

## Ausführungen und Funktionsweise

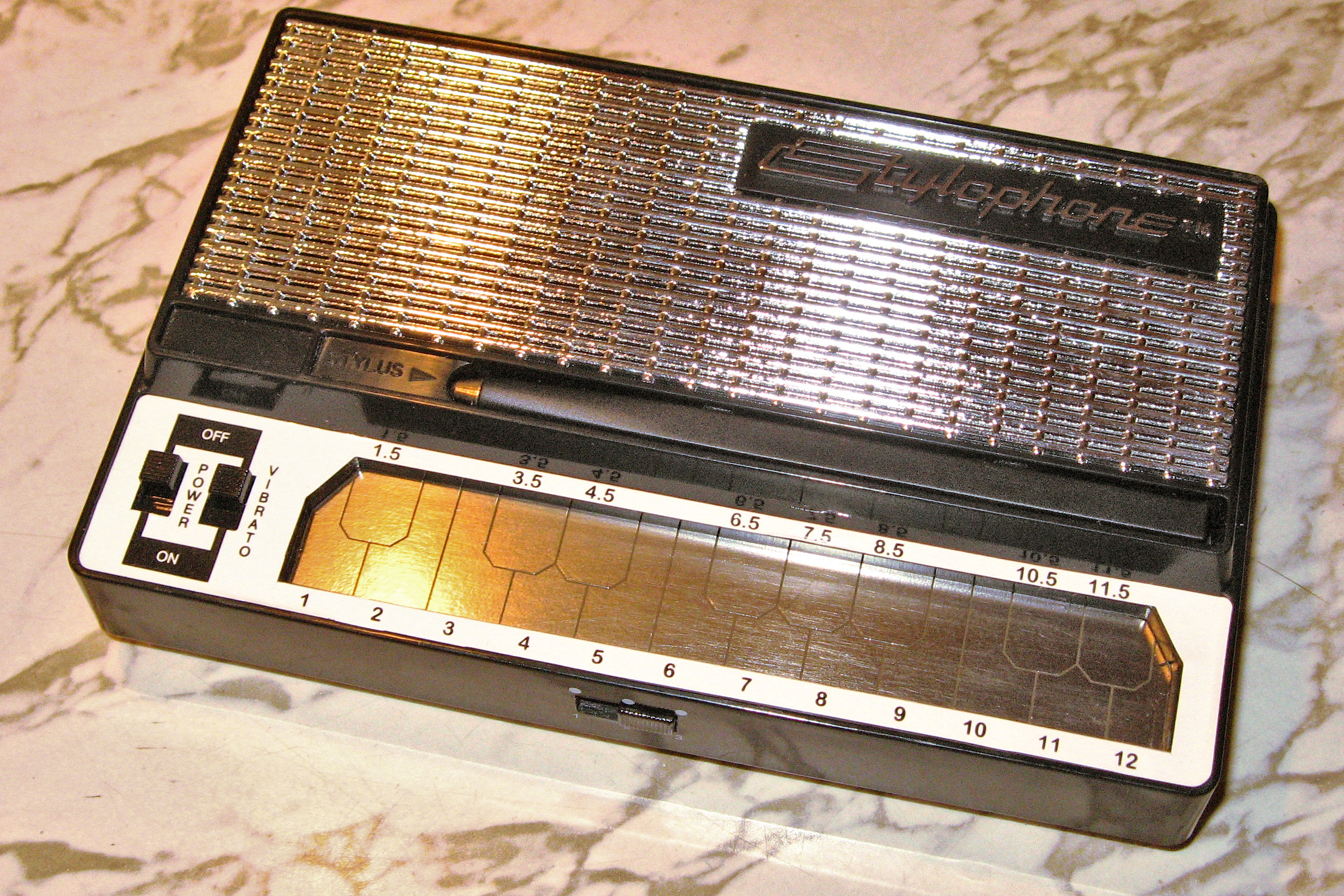
Nachbau des Stylophone durch Re:creation aus dem Jahr 2007

Insgesamt wurden vier verschiedene Modelle hergestellt:
1. Standard
2. Bass
3. Treble
4. 350 S

Das Stylophone hat eine kleine Metalltastatur, die mit einem angeschlossenen Eingabestift bedient wird. Es verfügt über einen einfachen Oszillator, ist also monophon. Jede Taste ist über einen jeweils unterschiedlichen Widerstand mit dem Oszillator verbunden. Durch Kontakt mit dem Stylus wird ein Stromkreis geschlossen, wodurch ein Ton zustande kommt. Durch diese Art der Bedienung eignet sich das Stylophone besonders für fließende Glissandos.
Die ersten Ausführungen des Stylophones besitzen lediglich zwei Klangfarben (Standard und Vibrato) und keine Möglichkeit, die Lautstärke zu verändern (sieht man von der Möglichkeit, die Hand über den Lautsprecher zu legen, ab).  Das wesentlich größere Nachfolgemodell 350 S hingegen bot eine größere Auswahl an Klangfarben und die Möglichkeit, durch einen zweiten Stylus die Klangfarben während des Spiels zu verändern. Zu den Klangfarben und Effekten des 350 S zählen u. a.:
- Wah Wah
- Vibrato
- Delay
- Holzbläser (4 Einstellungen)
- Blechbläser (2 Einstellungen)
- Streicher (2 Einstellungen)
- Tuning
- Lautstärke
- Photo Control (lichtempfindlich)

2007 kam ein Remake der Standardversion mit der Zusatzbezeichnung S1 auf den Markt. Diese moderne Variante ähnelt optisch der Urversion, außen hinzugekommen sind aber ein Lautstärkeregler, ein Schalter für weitere Klangfarben sowie eine Eingangsbuchse zum optionalen Anschluss eines Wiedergabegerätes, wie z. B. MP3-Player oder Mobiltelefon.